# Rosita Espinosa
Rosita Espinosa é uma personagem fictícia da série de quadrinhos americana The Walking Dead e é interpretada pela atriz Christian Serratos na série de televisão de mesmo nome. Ela foi criada pelo escritor Robert Kirkman e pelo desenhista Charlie Adlard, e é introduzida em ambas as mídias acompanhando Eugene Porter e Abraham Ford em uma missão para Washington, D.C.
Na série de quadrinhos, ela se junta ao grupo de Rick Grimes depois de sair da prisão e ir para DC. Eventualmente, é revelado que Eugene mentiu, mas eles continuam em Washington de qualquer maneira, já que ele ainda estava convencido de que a cidade ofereceria maiores chances de sobrevivência, e eles eventualmente encontram a Zona Segura de Alexandria.
Na série de televisão, Rosita, Abraham e Eugene conhecem Tara Chambler e Glenn Rhee enquanto estão a caminho de Washington, DC. Eles logo se juntam ao grupo de Glenn, liderado por Rick Grimes, após escapar de Terminus, um refúgio de falsa segurança. Rosita continuou a missão de Abraham de levar Eugene para DC com Tara, Glenn e sua esposa Maggie Greene, mas quando Eugene revelou que mentiu, eles se juntaram ao grupo de Rick mais uma vez e ela se tornou uma assistente de médico na Zona Segura de Alexandria.

## Biografia fictícia

### Quadrinhos
Rosita, Abraham e Eugene se juntam ao grupo de Rick na fazenda de Hershel depois que a prisão é destruída, e eles partem com o grupo de Rick para Washington, DC, pois Eugene revela a todos que ele é um cientista e que sabe de uma possível cura para o surto. Quando Eugene revela que ele é uma fraude, o grupo fica com raiva dele, mas Rosita e os outros logo o aceitam e perdoam. Ela permanece com o grupo quando eles se estabelecem na Zona Segura de Alexandria, onde são recebidos com sucesso por um recrutador da comunidade chamado Aaron, e ela vai morar com seu namorado Abraham. Ao passar do tempo, ela descobre que Abraham estava a traindo com Holly, um membro da equipe de construção, e eles se separam, então ela se muda para a casa de Eugene. Em Alexandria, ela fica cada vez mais próxima de Eugene, e depois fica devastada pela morte de Abraham. Depois de dois anos juntos, Rosita eventualmente estabelece uma relação sexual com Eugene e eles se casam e logo depois ela revela a Eugene que está grávida. Mais tarde, é revelado que o pai do bebê não é Eugene e é Siddiq, outro membro de Alexandria. Na feira da comunidade, Alpha, a líder dos Sussurradores, consegue sequestrar e decapitar Rosita, junto com Ezekiel, Louie, Erin, Ken, Luke, Carson, Tammy Rose, Josh, Olivia, Oscar e Amber (todos de Alexandria, Hilltop e outras comunidades do Reino e do Santuário) e colocaram suas cabeças em estacas, devido ao grupo de Rick interferir no modo de vida dos Sussurradores. Isso também mata o filho ainda não nascido de Rosita. Alpha então mostra isso para Rick, para seu horror. Andrea esfaqueia a cabeça reanimada de Rosita e a enterra junto com as outras pessoas no local.

### Série de TV

Rosita Espinosa como retradata na série de TV por Christian Serratos.

Quando o surto ocorreu, Rosita estava em Dallas, Texas com outros sobreviventes e foi encontrada pelo sargento Abraham Ford (Michael Cudlitz) e o Dr. Eugene Porter (Josh McDermitt) para viajar com eles em um caminhão do exército. Abraham, impressionado com as habilidades de sobrevivência de Rosita, contou a ela sobre sua missão de levar Eugene para Washington, DC, pois ele conhecia a cura para o vírus dos zumbis e pediu que ela o acompanhasse. Ao longo do caminho, eles também recrutaram outros sobreviventes como Stephanie, Warren, Pam, Rex, Roger, Dirk e Josephine. Rosita e Abraham tornaram-se amantes. Rosita também recebeu ajuda médica com Roger e Pam, embora tragicamente, junto com todos, exceto Abraham e Eugene, morreram tentando garantir sua sobrevivência. Finalmente, Rosita, Abraham e Eugene chegaram à Geórgia perto da prisão, poucos dias após o ataque do Governador (David Morrissey).

#### Quarta temporada
Rosita é vista pela primeira vez no episódio Inmates, ao lado de Abraham e Eugene, quando o trio encontra os sobreviventes Glenn (Steven Yeun) e Tara (Alanna Masterson) na estrada, que acabaram de escapar das ruínas da prisão destruída. Os trio tenta convencer Glenn e Tara a juntar-se a eles em uma missão rumo à Washington, com Abraham revelando que Eugene sabe o que causou o apocalipse e pode pôr fim aos zumbis. Eles entram em uma briga quando Glenn insiste em procurar sua esposa, Maggie (Lauren Cohan), que acredita estar viva. Rosita tentar apaziguar a luta entre Abaraham e Glenn, enquanto Eugene tenta atirar em alguns zumbis com um rifle de assalto, mas acaba rompendo o tanque de combustível do caminhão. O grupo elimina a horda de zumbis que surge, após o qual Glenn caminha de volta à estrada principal para encontrar Maggie. Apesar de sua pouca voz ativa, Rosita sempre tenta agir de forma pacífica no confronto entre Glenn e Abraham, e consegue convencer Glenn e Tara a seguir com eles. Com o passar dos dias, ela demonstra seus interesses românticos com Abraham de forma discreta, exibe domínio com o uso de armas de fogo e se aproxima muito de Tara. A aproximação das duas garotas causa um questionamento em Eugene, já que Tara é lésbica, mas as duas não demonstram nada além de amizade. Ela também pouco fala sobre sua vida antes do apocalipse, além do que sua origem hispânica.
Quando Glenn se depara com uma mensagem sobre Terminus que Maggie tinha deixado para ele, no começo de um túnel, Abraham se recusa a entrar no local e ajudá-lo a encontrar Maggie. Assim, Glenn e Tara se separam de Rosita, Abraham e Eugene, que temem serem atacados por zumbis dentro do túnel. Quando Abraham adormece no carro, Rosita dirige enquanto conversa com Eugene, demonstrando preocupação com Tara e Glenn. Ela dirige para o outro lado do túnel, onde encontra Maggie, Sasha (Sonequa Martin-Green) e Bob (Lawrence Gilliard Jr.). Todos eles entram no túnel e salvam Glenn e Tara dos zumbis. Mais tarde, Eugene consegue convencer Rosita e Abraham a ir para Terminus com os outros, já que eles necessitam abastecer e recrutar outras pessoas para ir a Washington. No fim da 4ª temporada, Rosita e os outros chegam ao Terminus e são recebidos por uma mulher chamada Mary. Com a chegada de Rick (Andrew Lincoln), Carl (Chandler Riggs), Michonne (Danai Gurira) e Daryl (Norman Reedus) ao lugar, é revelado que Rosita foi feita prisioneira em Terminus em um vagão de trem, juntamente com Abraham, Glenn, Maggie, Tara, Sasha, Bob e Eugene.

#### Quinta temporada
O grupo é salvo por Carol (Melissa McBride), que causa uma explosão no local. Depois de saírem da comunidade (que já está detonada) eles encontram um padre chamado Gabriel (Seth Gilliam), que os leva até sua igreja. Na igreja, Abraham incentiva todos a continuarem a missão até Washington para acabar com a epidemia, o grupo aceita, porém três deles somem um pouco depois. Quando Bob reaparece e conta a todos que tinha sido capturado pelos sobreviventes de Terminus, Abraham decide ir embora com Eugene e Rosita, porém, com a proposta de Glenn que se eles ficassem e ajudassem a eliminar os canibais de Terminus, Glenn, Maggie e Tara iriam com eles. Depois de uma emboscada que o grupo da nos canibais e os mata, Rosita e seus companheiros Abraham, Eugene, Glenn, Maggie e Tara e segue sua jornada para Washington no ônibus da igreja. No caminho para Washington, Eugene revela que não há cura fazendo Abraham espancá-lo por sua mentira e Rosita intervem para proteger Eugene, apesar dela estar com muita raiva do falso doutor. Após isso, ela e seu grupo decidem voltar para a igreja e a encontra infestada de zumbis. Michonne revela que o resto do grupo foi com Rick até Atlanta resgatar Beth Greene (Emily Kinney), e com isso, todos partem para cidade e chegam minutos após a morte de Beth, que deixou Maggie arrasada. Os sobreviventes decidem partir para Washington mesmo assim, e no caminho, o grupo sofre mais uma perda, a morte de Tyreese (Chad Coleman).
Os sobreviventes encontram Aaron (Ross Marquand) e Eric (Jordan Woods-Robinson). Os homens desconhecidos convencem Rosita e seu grupo a se tornarem membros de sua comunidade e todos integram-se na Zona Segura de Alexandria, onde Rosita recebe um trabalho como assistente de médico, pela líder Deanna Monroe (Tovah Feldshuh). Deanna dá uma festa de boas-vindas para o novo grupo que Abraham frequenta com Rosita, mas eles ficam preocupados com a normalidade. Dias depois, Rosita diz a Michonne que Sasha desapareceu de seu posto na torre. Preocupadas, elas se aventuram fora das paredes para encontrá-la, onde discutem como é diferente estar do lado de fora, agora que elas têm uma casa. Elas encontram vários zumbis mortos e percebem que Sasha os está caçando ativamente. Elas a rastreiam e a ajudam a matar um bando de zumbis. Sasha revela sua culpa por dizer a Noah que ele não sobreviveria. No final da temporada, Rosita cuida de Tara quando Abraham entra com algumas flores e tenta sair quando vê Eugene dormindo em uma cadeira ao lado dela, mas Rosita convence e deixa-o ficar. Enquanto Abraham tenta se sentar quieto sem acordar Eugene, Rosita deixa cair algumas panelas para acordá-lo e os dois homens finalmente se reconciliam. Mais tarde, Tara acorda da inconsciência enquanto Rosita está sentada olhando para ela.

#### Sexta temporada
Enquanto Rosita cuida de Tara, Glenn e Nicholas chegam na enfermaria após uma briga e ela cuida de seus ferimentos. Mais tarde, quando Rick, Abraham e vários outros sibreviventes estavam fora para levar para longe uma manada de zumbis, Rosita e Aaron defendem a comunidade de Alexandria matando alguns membros da gangue Os Lobos, que atacam e invadem Alexandria. Durante a noite, após o ataque, Rosita fica de guarda no portão, chorando por Abraham, que não voltou para casa. Spencer se aproxima dela e se oferece para ocupar o lugar de vigia e ela aceita, onde ela o parabeniza por ter parado o caminhão que se chocou conra os muros mais cedo, pois teria piorado a situação se não fosse por ele. Dias depois, Rosita dá aulas de facão para vários alexandrinos e Eugene que revela ter medo de morrer. Rosita diz a ele que morrer é simples e o difícil é deixar seus amigos morrerem por estar com medo de salvá-los. Infelizmente, a torre de vigia desaba em cima de um dos muros de Alexandria e um grande bando de zumbis invade a comunidade, forçando Rosita a se refugiar no mesmo lugar onde Carol e Morgan lutavam com um membro da gangue Lobos que se liberta fazendo reféns. Denise força Rosita, Eugene e Tara a entregar suas armas, e foge com o bandido que faz de Denise de cativa.
Rosita se junta aos outros alexandrinos para matar os zumbis que invadiram Alexandria depois que Carol matou o bandido líder dos Lobos. Dias depois, Rosita é vista na cama com Abraham depois de fazer sexo, e ela percebe que Abraham estava sonhando com Sasha. Abraham pede desculpas e os dois começam a se beijar e Rosita presenteia Abraham com um colar. A relação dela com Abraham infelizmente acaba, pois o homem estava apaixonado por Sasha. Rosita chora, exigindo uma explicação, mas Abraham simplesmente diz a ela que ela não é a última mulher na Terra. No dia seguinte, no caminho, Rosita e Carol conversam sobre Morgan e sua frustração com as opiniões dele sobre o assassinato. Mais tarde, ela se infiltra no complexo dos salvadores e mata vários deles com Aaron, como uma forma de proteger as comunidades dos bandidos. Semanas depois, após fazer sexo com Spencer, ela sai em uma corrida de suprimentos com Denise e Daryl, apesar de sua preocupação com a incapacidade de Denise de deixar as muralhas de Alexandria. Denise é morta por Dwight (Austin Amelio) e Eugene é capturado. No entanto, uma distração criada por Abraham faz com que eles atirem nos Salvadores, que fogem. Rosita cuida de Eugene quando eles retornam a Alexandria. Ao passar dos dias, ela parece ciumenta e ressentida de ver Abraham e Sasha e persegue Daryl, que busca vingança contra Dwight, mas isso leva à sua captura. No final da temporada, Rosita é colocada de joelhos com os seus amigos e conhecem Negan (Jeffrey Dean Morgan), que escolhe alguém para matar com seu bastão chamado Lucille, por Rick e seu grupo o desafiar.

#### Sétima temporada
Rosita é forçada a assistir Abraham ser espancado até a morte com o bastão de Negan. Ela é provocada por Negan enquanto ele a força a olhar para seu bastão ensanguentado. Isso faz com que Daryl atinja Negan, que decide matar outra pessoa como punição. Rosita então testemunha Glenn sendo brutalmente assassinado também antes de Negan atormentar Rick e partir com Daryl como prisioneiro. Mais tarde, Sasha conforta Rosita após a partida do Salvadores, quando os restos mortais de Glenn e Abraham são levados. Dias depois, Spencer tenta convencer Rosita a se adaptar e aceitar a ditadura de Negan se eles quiserem ficar vivos, mas ela se recusa a aceitar. Ela mata alguns salvadores reanimados para conseguir uma arma e mais tarde é mostrada pedindo a Eugene para fazer uma bala para ela. Rosita continuou com sua ideia de munição e quando Tara retorna de sua missão, ela lhe pediu que lhe entregasse algumas armas, o que era impossível fornecer esse fator. Mais tarde, Rosita e Eugene voltam à uma fábrica para fabricar munições. Eugene tenta dissuadi-la de seu plano, pois mesmo que ela consiga matar Negan, ela morrerá, assim como os outros. Rosita com raiva chama Eugene de covarde que só está vivo porque as pessoas sentem pena dele fazendo-o produzir uma única bala para ela. Quando Negan visita Alexandria, Rosita ainda se sente vingativa, mas o padre Gabriel tenta persuadi-la a tentar se vingar quando chegar a hora certa, pois a comunidade precisará dela. Mais tarde, ela se reconcilia com Spencer e os dois concordam em um encontro, no entanto, esses planos são interrompidos após Negan estripar e matar Spencer por tentar trair Rick e assumir como líder. Isso faz Rosita sacar sua arma e atirar em Negan (embora ela só consiga acertar Lucille). Negan irritado deseja ver ela morta, mas quando ele percebe que ela não tem medo de morrer, ele pede a um dos Salvadores (Arat) para "matar alguém". Ela atira no rosto de Olivia enquanto Rosita e os outros assistem horrorizados. Enquanto Negan exige saber quem fez a bala, Eugene finalmente confessa e Negan manda seu pessoal levá-lo embora. Rosita protesta tristemente enquanto Negan deixa Alexandria. Depois que todos vão embora, ela fica fisicamente chateada com tudo o que acabou de acontecer. Ela então se junta a Rick, Michonne, Carl e Tara para se reunir com Maggie, Sasha, Enid, Jesus (Tom Payne) e o recém-fugido Daryl na Colônia Hilltop, enquanto planejam enfrentar os salvadores.
Sasha tenta puxar conversa com Rosita, mas ela se fecha friamente e não quer saber de se reaproximar de Sasha. Mais tarde, ela conhece um grupo chamado Os Catadores. Rick negocia um acordo com a líder Jadis para ajudá-los a lutar contra os salvadores em troca de armas. Rosita imediatamente decide sair em busca de uma briga, o que a leva a confrontar Tara, que acha que as duas deveriam esperar. Rosita se torna frenética em seus esforços para encontrar armas para sua luta contra os Salvadores e quando eles se encontram com Jadis para entregar as armas que conseguiram encontrar, eles são informados de que não é o suficiente. Enquanto Rick consegue ganhar mais tempo para eles, Rosita, cansada de desculpas, vai até o Hilltop em busca de Sasha. Ela a convence a ajudá-la em uma segunda tentativa de matar Negan, com a condição de que Sasha dê o tiro. Tendo previsto isso, Rosita dá a ela um rifle de atirador furtivo de seu arsenal, e ambas reconhecem que, mesmo se tiverem sucesso, provavelmente morrerão ao fazer essa missão. Dias depois, Rosita encontra Sasha na Colônia Hilltop e vão para o Santuário. Sasha tenta puxar conversa com Rosita e é rejeitada, pois ela só que focar em seu único desejo de completar sua missão. Sasha defende uma abordagem furtiva, sugerindo que eles adotem uma postura de atirador e fiquem fora das cercas, mas Rosita insiste que elas entrem para garantir a morte de Negan. Elas primeiro seguem o plano de Sasha, estabelecendo-se em uma fábrica adjacente ao Santuário. Rosita começa a se abrir com Sasha, revelando que ela era inicialmente uma sobrevivente indefesa antes de conhecer Abraham, mas aprendeu tudo o que podia com as pessoas ao seu redor. Ele também confessa que nunca odiou Sasha tanto quanto a situação. Elas se reconciliam pouco antes de Negan sair para a rua. Quando perdem a vantagem ao atirar, esperam até escurecer antes de quebrar as cercas. Sasha vai primeiro, mas depois fecha o buraco com Rosita do lado de fora. Rosita fica surpresa com a reviravolta dos acontecimentos, mas Sasha insiste que seus amigos precisam dela antes de entrar no Santuário. Rosita fica igualmente frustrada e entristecida por isso, antes de ser encontrada fora dos portões por alguém empunhando uma besta. Rosita retornando a Alexandria com um visitante que se revelou ser Dwight. Daryl tenta atacá-lo, mas Rosita diz que quer ajudar, o que Dwight confirma para Rick.67 No final da temporada "O primeiro dia do resto de sua vida", a guerra contra os salvadores começa e Rosita recebe um tiro depois que ela começa a atirar, após a morte de Sasha. Ela é salva por Tara e se recupera na cama.

#### Oitava temporada
Dias depois, Rosita está em sua varanda, ainda se curando de sua ferida, olhando para os alexandrinos partindo para a guerra. Mais tarde, ela vai com Michonne em uma ronda e encontram dois Salvadores, Zia e Leo. Ela é baleada por Zia que foge, e depois Rosita consegue matar Leo. Enquanto Zia escapava, Daryl e Tara a interromperam com um caminhão de lixo. Eles a matam rapidamente. Michonne e Rosita dizem que querem ver o Santuário, a base dos Salvadores, mas Daryl e Tara afirmam que têm muito mais trabalho a fazer e mesmo assim decidem levá-las lá. O grupo encontra o Santuário invadido e Daryl liga o caminhão e promete que vai acabar com tudo. Ele planeja chocar o caminhão no prédio e fazer os zumbis entrarem no Santuário. Rosita é contra o plano, dizendo que é arriscado, e ela fala com com Rick que está conversando com os Catadores para aumentar seu número de soldados. Tara se recusa a confiar nos Catadores depois que eles os traíram. Rosita vai embora, mas não sem antes afirmar que aprendeu que esperar é a melhor opção às vezes e que ela teve que aprender ao ver Sasha saindo de um caixão por isso. Mais tarde, quando Negan bombardeia Alexandria, Rosita junto com seu grupo e os alexandrianos escapam pelos esgotos e descobrem que Carl foi mordido por um zumbi.
Rosita permanece nos esgotos com os outros alexandrinos enquanto as granadas dos Salvadores continuam a explodir Alexandria acima deles. Rosita sugere que todos eles fujam para o Hilltop. Dwight aponta que os Salvadores logo ficarão sem munição e insiste que eles fiquem parados até que o cerco termine. Depois que as explosões diminuem e os salvadores restantes partem, Rosita e os outros se preparam para se refugiar no Hilltop. Ela assume a liderança do grupo junto com Daryl ao longo do caminho e também ficou encarregada de manter Tara sob vigilância após perceber sua sede por vingança contra Dwight. Quando Tara começou a procurar desculpas para matar Dwight pelo assassinato de Denise, Rosita tentou fazê-la entender explicando que eles ainda precisavam dele para vencer a guerra contra Negan e exigiu que ela se acalmasse, pois eles tinham acabado de perder Carl e não podiam continuar se comportando de forma imprudente. Apesar do discurso de Rosita, Tara seguiu em frente com sua sede de vingança e se aproveitou do fato de Rosita estar distraída lutando contra zumbis no pântano para perseguir Dwight pela floresta e tentar executá-lo. Embora Tara não pudesse cumprir seu propósito devido ao súbito aparecimento de alguns Salvadores, Rosita revelou que tinha testemunhado toda a cena e quando Tara perguntou por que ela não tentou impedi-la, ela simplesmente respondeu que também não poderia ter sido impedida. Finalmente Rosita e os outros chegaram a Hilltop depois de uma longa caminhada e todos foram informados sobre o que aconteceu em Alexandria. Mais tarde, ela vai com Maggie, Michonne e Enid ao encontro de Georgie, uma mulher que deixou uma caixa com algumas ideias de projetos para o futuro, e desconfiam da intenção da mulher. Quando os Salvadores atacam Hilltop, Rosita e Ezekiel (Khary Payton) dispararam nos faróis dos veículos dos Salvadores. Ela e os outros sobrevivem ao ataque enquanto os demais Salvadores fogem, e ela também sobrevive ao surto subsequente que matou várias outras pessoas.
Mais tarde, presumindo que os salvadores estão com pouca munição, Daryl sugere que eles lutem corpo a corpo. Rosita aponta que Eugene provavelmente está fazendo munição para os Salvadores e ela sabe onde ele está, Rosita e Daryl observam o Posto Avançado da Fábrica de Balas, eles vêem Eugene recebendo uma remessa de centenas de cápsulas de balas para transformar em novas balas. Rosita decide que em vez de tirar as máquinas, eles vão tirar o homem, o que implica que ela pretende matar Eugene, algo com que Daryl concorda. Horas depois, Rosita junto com Daryl capturam Eugene matando seus guarda-costas, então eles o levam para a Colônia Hilltop para mantê-lo cativo, no caminho Rosita repreende Eugene por trair seus verdadeiros amigos, enquanto que Eugene defende sua afiliação com Negan, quando de repente aparece uma horda de zumbis na estrada, que mantém Daryl ocupado eliminando-os, enquanto Eugene consegue escapar vomitando Rosita. No dia do confronto final, Rosita é vista indo com a milícia para um campo aberto, e durante a batalha tudo parecia estar a favor de Negan, quando de repente uma explosão misteriosa nas armas dos Salvadores faz com que a milícia tome a frente e Negan é derrotado. Os dois grupos rivais conseguem fazer as pazes, mais tarde ela vai ao Santuário para ajudar os moradores a consertar o local, a fim de deixar o passado para trás e criar um futuro de paz para todos.

## Desenvolvimento e recepção

### Escolha para o elenco
Rosita Espinosa foi anunciada pela primeira vez, juntamente com Eugene e Abraham, em uma chamada de elenco para o episódio 10, em julho, sob o nome de código "Jordana Barrazza". A atriz Christian Serratos foi escalada para interpretar Rosita como um personagem recorrente na quarta temporada. Na quinta temporada a atriz que interpreta a personagem, Christian Serratos, foi promovida ao elenco regular da série.

### Resposta da critica
A personagem inicialmente recebeu críticas mistas, embora a maioria tenha notado o aumento do tempo de tela e do foco da personagem na sétima temporada em comparação com as três anteriores. Para o episódio "Four Walls and a Roof", Zack Handlen do The A.V. Club notou a falta de importância de Rosita dizendo: "Adeus, Gareth! Por outro lado, você esteve em apenas alguns episódios; por outro lado, você teve mais diálogo neles do que todas as falas de Rosita combinadas".
Erik Kain da Forbes observou que a decisão de Rosita de tentar matar Negan foi um destaque. Ele disse, "... pelo menos Rosita continua a ser muito incrível. Mais Rosita, por favor". No entanto, para o episódio "The Other Side", ele criticou o plano dela. Kain também criticou Rosita, dizendo: "Se o programa tivesse realmente explicado que Rosita era essa parte incrível e essencial do grupo, eu estaria mais inclinado a concordar com a decisão de Sasha. Do jeito que está, Sasha parece tão integrante do grupo como Rosita. Faz tão pouco sentido quanto Sasha concordar com o plano de Rosita em primeiro lugar, quando o plano de ser atirador é muito melhor. E é simplesmente uma merda que a melhor personagem esteja valsando para a morte certa, enquanto uma das piores personagens do show (pelo menos ultimamente) está segura". Escrevendo para "Say Yes", Matt Fowler do IGN apreciou o foco em Rosita na sétima temporada. Ele disse: "Abraham morreu para o show basicamente dar a ela uma personalidade distinta e Rosita está mais sombria, amarga e teimosa, é muito mais interessante do que a versão antiga". Em contraste, Handlen sentiu, "a raiva de Rosita está ficando tediosa, sua personagem permanece frustrantemente estática. Os escritores descobriram uma nota para tocar para ela, e estão se inclinando para isso, [...] o ponto é que ela não é tão interessante de assistir agora".
Ron Hogan do Den of Geek se sentiu semelhante a Kain em "The Other Side". Ela apreciou suas cenas, mas questionou a ideia de que Sasha precisava se sacrificar como Rosita era necessário, e não ela. Ele disse: "Rosita é valiosa porque ela sabe como aquecer carros de arame (o grupo provavelmente tem várias pessoas assim, pois estavam roubando carros muito antes de ela existir), ela pode desmontar IEDs e ela conhece muitos nós excelentes. Isso a torna mais valiosa do que Sasha, que é a melhor sniper do grupo, quando Rosita teve a chance de atacar Negan a menos de 3 metros de distância e errou. Sasha parece pensar assim, pois ela deixa Rosita para trás e vai atacar os Salvadores. Composto em uma missão suicida".